# Apterostigma fallax
Apterostigma fallax är en myrart som beskrevs av Borgmeier 1934. Apterostigma fallax ingår i släktet Apterostigma och familjen myror. Inga underarter finns listade.